# Камінчак білокрилий
Камінча́к білокрилий (Monticola semirufus) — вид горобцеподібних птахів родини мухоловкових (Muscicapidae). Мешкає на Ефіопському нагір'ї.

## Опис
Довжина птаха становить 19-21 см. Самці мають переважно чорне забарвлення з буруватим відтінком, живіт і гузка у них яскраво-каштанові. Самиці мають переважно чорнувато-сіре забарвлення. І у самців, і у самиць на крилах є помітні білі плями.

## Поширення і екологія
Білокрилі камінчаки мешкають в Ефіопії і Еритреї. Вони живуть у високогірних чагарникових заростях, в саванах, на кам'янистих схилах і серед скель, на висоті від 1500 до 2500 м над рівнем моря. Живляться комахами. Сезон розмноження триває з червня по серпень. Гніздо робиться з трави і моху, встелюється пір'ям, розміщується в тріщинах серед скель. В кладці 3 яйця.